# Перейра, Джекки
Жаклин Маргарет (Джекки) Перейра (англ. Jacqueline Margaret (Jackie) Pereira; род. 29 октября 1964, Перт) — австралийская хоккеистка на траве, нападающий. Двукратная олимпийская чемпионка 1988 и 1996 годов, участница летних Олимпийских игр 1992 года, чемпионка мира 1994 года и 1998 годов, серебряный призёр чемпионата мира 1990 года.

## Биография
Джекки Перейра родилась 29 октября 1964 года в австралийском городе Перт.
В 1984—1997 годах играла в хоккей на траве за Западную Австралию. Была капитаном команды (1993) и вице-капитаном (1990—1992, 1995—1997).
В 1986 году в составе женской сборной Австралии участвовала в чемпионате мира в Амстелвене, где «хоккейруз» заняли 6-е место. Забила 6 мячей, поделив 3-е место в списке снайперов турнира.
В 1988 году вошла в состав женской сборной Австралии по хоккею на траве на летних Олимпийских играх в Сеуле и завоевала золотую медаль. Играла на позиции нападающего, провела 5 матчей, забила 3 мяча в ворота сборной Южной Кореи.
В 1990 году завоевала серебряную медаль чемпионата мира в Сиднее.
В 1992 году вошла в состав женской сборной Австралии по хоккею на траве на летних Олимпийских играх в Барселоне, занявшей 5-е место. Играла на позиции нападающего, провела 5 матчей, забила 3 мяча в ворота сборной Новой Зеландии.
В 1994 году завоевала золотую медаль чемпионата мира в Дублине. Забила 1 мяч.
В 1996 году вошла в состав женской сборной Австралии по хоккею на траве на летних Олимпийских играх в Атланте и завоевала золотую медаль. Играла на позиции нападающего, провела 6 матчей, мячей не забивала.
Пять раз выигрывала медали Трофея чемпионов: золотые в 1991 году в Берлине, в 1993 году в Амстелвене и в 1995 году в Мар-дель-Плате, серебряные в 1987 году в Амстелвене и в 1989 году во Франкфурте-на-Майне.
В 144-м матче за сборную Австралии забила 100-й гол в её составе, став первой австралийской хоккеисткой, достигшей этого рубежа. Кроме того, она стала лучшим снайпером в послевоенном международном хоккее на траве среди тех, кто все мячи забил с игры, а не со стандартов.
В 1996 году после Олимпиады завершила выступления за сборную Австралии, а в 1997 году закончила игровую карьеру.
12 июня 1989 года была награждена медалью ордена Австралии.

## Увековечение
В 1998 году введена в Зал славы австралийского спорта.